# Alloysius Agu
Alloysius Agu est un ancien gardien de but nigérian né le 12 juillet 1967.